# یورو وینگز اروپا
یورو وینگز اروپا (انگلیسی: Eurowings Europe) شرکت هواپیمایی اتریشی است، که در سال ۲۰۱۶ تأسیس شد.